# Премія Джеймса Макгруді за дослідження в галузі нових матеріалів
Пре́мія Дже́ймса Макгру́ді за дослі́дження в га́лузі нови́х матеріа́лів (англ. James C. McGroddy Prize for New Materials) — щорічна премія, яка з 1975 року вручається Американським фізичним товариством за видатні досягнення у науці та застосуванні нових матеріалів. До цих досягнень належить: відкриття нових класів матеріалів, спостереження нових явищ у відомих матеріалах, що веде як до принципово нових застосувань, так і до наукових уявлень, а також повинно включати теоретичну та експериментальну роботу, яка значно сприяє розумінню явищ такого роду.
До 1997 року нагорода мала назву Міжнародна премія за нові матеріали (англ. International Prize for New Materials).
З 1997 року премія фінансується компанією IBM. Нагороду названо на вшанування пам'яті Джеймса Макгруді (нар. 1937), колишнього віце-президента, директора з досліджень компанії IBM (1989—1995). Грошова частина премії становить $10 000. 
Серед нагороджених премією є 10 нобелівських лауреатів.

## Лауреати

### Міжнародна премія за нові матеріали (1975-1996)
- 1975: Генріх Велкер[en]
- 1976: Вільям Гарднер Пфанн[en], Henry C. Theurer
- 1977: Френсіс Банді[en], Трейсі Голл[en], Герберт Стронґ[en], Роберт Венторф[en]
- 1978:  Джон Сінфелт[en]
- 1979: J. Eugene Kunzler, Бернд Теодор Маттіас[en], John K. Hulm
- 1980: Пол Дювез[en], William Klement, Jr.
- 1981: Легран ван Ейтерт[en]
- 1982:  Джон Р. Артур[en],  Альфред Чо[en]
- 1983: Девід Тернбулл[en]
- 1984: J. P. Remeika
- 1985: Лерой Чанг[en],  Лео Есакі, Рафаель Тсу
- 1986: John Croat, Jan Herbst, Norman C. Koon, Masato Sagawa[en]
- 1987:   Данієль Шехтман
- 1988:  Ґеорґ Беднорц,  Paul C. W. Chu[en],  Александр Мюллер
- 1989: J.B. MacChesney[en], R.D. Maurer[en],  Чарльз Као
- 1990: James L. Smith, Hans R. Ott, Франк Штегліх[en], Zachary Fisk
- 1991: Francis J. DiSalvo, Jr., Frederic Holtzberg
- 1992:  Роберт Керл,  Гаролд Крото,  Річард Смолі
- 1993: Gordon C. Osbourn
- 1994:   Петер Грюнберг,   Альбер Ферт, Стюарт Паркін[en]

### Премія Джеймса Макгруді (з 1997-го)
- 1999: Eugene E. Haller, Thomas Richard Anthony
- 2000: Браян Мапл[en]
- 2001: Артур Госсард[en]
- 2002: Donald S. Bethune,   Суміо Іідзіма[en]
- 2003: Чарлз Лібер[en]
- 2004: Loren Pfeiffer
- 2005: Йосінорі Токура[en]
- 2006: Алекс Цеттль, Хунцзе Дай
- 2007: Arthur J. Epstein, Joel S. Miller
- 2008: Артур Гебард[en], Акіміцу Джун[ja], Robert C. Haddon
- 2009: Акіхіса Іноуе[de], William L. Johnson
- 2010: Нікола Спалдін[en],  Рамамурті Рамеш [en], Санг-Вук Чонг[en]
- 2011: Arthur P. Ramirez
- 2012: Роберт Кава[en]
- 2013: Костас Сукуліс[en], Девід Сміт[en],  Джон Пендрі
- 2014: Ван Чжунлінь[en]
- 2015: Хідео Хосоно[en]
- 2016: Меркуріос Канадзідіс[en]
- 2017: Paul C. Canfield
- 2018: Родні Рауфф[en]
- 2019: Богдан Андрей Берневіґ[en], Клаудія Фельсер[en], Xi Dai
- 2020: Міхаїл Єремец[en]
- 2021: Darrell G. Schlom, Ivan Božović, James N. Eckstein